# Chánh Văn phòng Nội các (Nhật Bản)

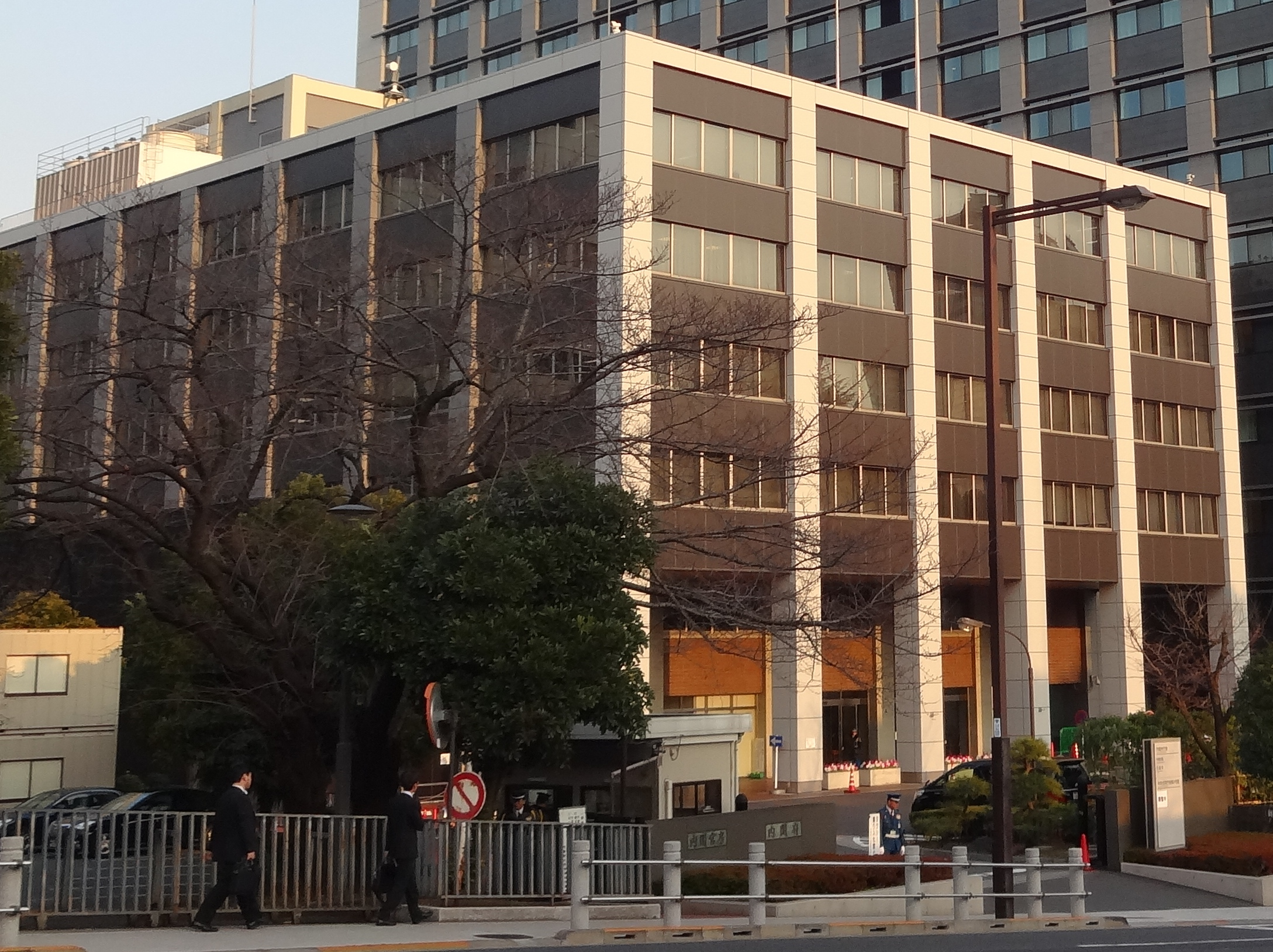
Tòa nhà Văn phòng Nội các

Chánh Văn phòng Nội các Nhật Bản (内閣官房長官 (Nội các Quan phòng Trưởng quan) Naikaku Kanbō Chōkan) là một Bộ trong Nội các Nhật Bản chịu trách nhiệm chỉ đạo Văn phòng Nội các Nhật Bản. Đạo luật Nội các, Điều 13 quy định chức năng chính của Chánh Văn phòng Nội các là để phối hợp các chính sách của các bộ và cơ quan trong ngành hành pháp và là thư ký báo chí, tiến hành nghiên cứu chính sách, chuẩn bị các tài liệu sẽ được thảo luận tại các cuộc họp nội các và trong thời điểm khủng hoảng quốc gia, điều phối các bộ và cơ quan của cơ quan hành pháp. Chánh Văn phòng Nội các thường được đề cử làm người đầu tiên  phù hợp để làm Thủ tướng Nhật Bản tạm thời trong trường hợp Thủ tướng không thể phục vụ do qua đời hoặc lý do nghiêm trọng khác cho đến khi một Thủ tướng mới kế nhiệm.

## Danh sách Chánh Văn phòng Nội các

### Tổng thư ký Nội các・内閣書記官長 (Nội các Thư ký Quan trưởng)
| TT | Tổng thư ký Nội các | Tổng thư ký Nội các  | Nội các                 | Nhiệm kỳ             | Đảng                        |
| -- | ------------------- | -------------------- | ----------------------- | -------------------- | --------------------------- |
| 1  |                     | Tanaka Mitsuaki      | Nội các Itō lần 1       | 22 tháng 12 năm 1885 |                             |
| 2  |                     | Komaki Masanari      | Nội các Kuroda          | 30 tháng 4 năm 1888  |                             |
| 3  |                     | Sufu Kōhei           | Nội các Yamagata lần 1  | 24 tháng 12 năm 1889 |                             |
| 4  |                     | Hirayama Narinobu    | Nội các Matsukata lần 1 | 15 tháng 6 năm 1891  |                             |
| 5  |                     | Itō Miyoji           | Nội các Itō lần 2       | 8 tháng 8 năm 1892   |                             |
| 6  |                     | Takahashi Kenzō      | Nội các Matsukata lần 2 | 20 tháng 9 năm 1896  |                             |
| 7  |                     | Hirayama Narinobu    | Nội các Matsukata lần 2 | 28 tháng 10 năm 1897 |                             |
| 8  |                     | Sameshima Takenosuke | Nội các Itō lần 3       | 12 tháng 1 năm 1898  | Quý tộc viện                |
| 9  |                     | Taketomi Tokitoshi   | Nội các Ōkuma lần 1     | 30 tháng 6 năm 1898  |                             |
| 10 |                     | Yasuhiro Ban'ichirō  | Nội các Yamagata lần 2  | 8 tháng 11 năm 1898  |                             |
| 11 |                     | Sameshima Takenosuke | Nội các Itō lần 4       | 19 tháng 10 năm 1900 |                             |
| 12 |                     | Shibata Kamon        | Nội các Katsura lần 1   | 2 tháng 6 năm 1901   |                             |
| 13 |                     | Ishiwatari Toshikazu | Nội các Saionji lần 1   | 7 tháng 1 năm 1906   |                             |
| 14 |                     | Minami Hiroshi       | Nội các Saionji lần 1   | 4 tháng 1 năm 1908   |                             |
| 15 |                     | Shibata Kamon        | Nội các Katsura lần 2   | 14 tháng 7 năm 1908  |                             |
| 16 |                     | Minami Hiroshi       | Nội các Saionji lần 2   | 30 tháng 8 năm 1911  |                             |
| 17 |                     | Egi Tasuku           | Nội các Katsura lần 3   | 21 tháng 12 năm 1912 |                             |
| 18 |                     | Yamanouchi Ichiji    | Nội các Yamamoto lần 1  | 20 tháng 2 năm 1913  |                             |
| 19 |                     | Egi Tasuku           | Nội các Ōkuma lần 2     | 16 tháng 4 năm 1914  |                             |
| 20 |                     | Kodama Hideo         | Nội các Terauchi        | 9 tháng 10 năm 1916  |                             |
| 21 |                     | Takahashi Mitsutake  | Nội các Hara            | 29 tháng 9 năm 1918  | Lập hiến Chính hữu hội      |
| 22 |                     | Mitsuchi Chūzō       | Nội các Takahashi       | 24 tháng 11 năm 1921 | Lập hiến Chính hữu hội      |
| 23 |                     | Miyata Mitsuo        | Nội các Katō Tomosaburō | 12 tháng 6 năm 1922  | Nam Mãn Châu sắc đạo        |
| 24 |                     | Kabayama Sukehide    | Nội các Yamamoto lần 2  | 2 tháng 9 năm 1923   |                             |
| 25 |                     | Kohashi Ichita       | Nội các Kiyoura         | 7 tháng 1 năm 1924   | Chính hữu Bản đảng          |
| 26 |                     | Egi Tasuku           | Nội các Katō Takaaki    | 11 tháng 6 năm 1924  |                             |
| 27 |                     | Tsukamoto Seiji      | Nội các Wakatsuki lần 1 | 2 tháng 8 năm 1925   |                             |
| 28 |                     | Hatoyama Ichirō      | Nội các Tanaka Giichi   | 20 tháng 4 năm 1927  | Lập hiến Chính hữu hội      |
| 29 |                     | Suzuki Fujiya        | Nội các Hamaguchi       | 2 tháng 7 năm 1929   | Lập hiến Dân chính đảng     |
| 30 |                     | Kawasaki Takukichi   | Nội các Wakatsuki lần 2 | 14 tháng 4 năm 1931  |                             |
| 31 |                     | Mori Kaku            | Nội các Inukai          | 13 tháng 12 năm 1931 | Lập hiến Chính hữu hội      |
| 32 |                     | Shibata Zenzaburō    | Nội các Saitō           | 26 tháng 5 năm 1932  | Nội vụ tỉnh                 |
| 33 |                     | Horikiri Zenjirō     | Nội các Saitō           | 13 tháng 3 năm 1933  |                             |
| 34 |                     | Kawada Isao          | Nội các Okada           | 8 tháng 7 năm 1934   |                             |
| 35 |                     | Yoshida Shigeru      | Nội các Okada           | 20 tháng 10 năm 1934 |                             |
| 36 |                     | Shirane Takesuke     | Nội các Okada           | 11 tháng 5 năm 1935  |                             |
| 37 |                     | Fujinuma Shōhei      | Nội các Hirota          | 10 tháng 3 năm 1936  |                             |
| 38 |                     | Ōhashi Hachirō       | Nội các Hayashi         | 2 tháng 2 năm 1937   |                             |
| 39 |                     | Kazami Akira         | Nội các Konoe lần 1     | 4 tháng 6 năm 1937   |                             |
| 40 |                     | Tanabe Harumichi     | Nội các Hiranuma        | 5 tháng 1 năm 1939   |                             |
| 41 |                     | Ōta Kōzō             | Nội các Hiranuma        | 7 tháng 4 năm 1939   |                             |
| 42 |                     | Endō Ryūsaku         | Nội các Abe Nobuyuki    | 30 tháng 8 năm 1939  |                             |
| 43 |                     | Ishiwatari Sōtarō    | Nội các Yonai           | 15 tháng 1 năm 1940  |                             |
| 44 |                     | Tomita Kenji         | Nội các Konoe lần 2     | 22 tháng 7 năm 1940  | Nội vụ tỉnh                 |
| 45 | Nội các Konoe lần 3 | Tomita Kenji         | 18 tháng 7 năm 1941     |                      | Nội vụ tỉnh                 |
| 46 |                     | Hoshino Naoki        | Nội các Tōjō            | 18 tháng 10 năm 1941 |                             |
| 47 |                     | Miura Kazuo          | Nội các Koiso           | 22 tháng 7 năm 1944  |                             |
| 48 |                     | Tanaka Takeo         | Nội các Koiso           | 29 tháng 7 năm 1944  |                             |
| 49 |                     | Hirose Hisatada      | Nội các Koiso           | 10 tháng 2 năm 1945  |                             |
| 50 |                     | Ishiwatari Sōtarō    | Nội các Koiso           | 21 tháng 2 năm 1945  |                             |
| 51 |                     | Sakomizu Hisatsune   | Nội các Suzuki Kantarō  | 7 tháng 4 năm 1945   | Đại tàng tỉnh               |
| 52 |                     | Ogata Taketora       | Nội các Hirashikuni     | 15 tháng 8 năm 1945  | Quý tộc viện Vô sở thuộc    |
| 53 |                     | Fukunaga Kenji       | Nội các Shindehara      | 9 tháng 10 năm 1945  | Quý tộc viện Đồng thành hội |
| 54 |                     | Tsukita Daisaburo    | Nội các Shindehara      | 13 tháng 1 năm 1946  | Quý tộc viện Đồng thành hội |
| 55 |                     | Hayashi Jōji         | Nội các Yoshida lần 1   | 29 tháng 5 năm 1946  | Đảng Tự do Nhật Bản         |

### Chánh Văn phòng Nội các・内閣官房長官 (Nội các Quan phòng Trưởng quan)
| TT                                                        | Chánh Văn phòng Nội các                                   | Chánh Văn phòng Nội các                                   | Nội các                                                   | Nhiệm kỳ                                                                  | Đảng                                                      | Chú thích                                                                                  |
| Chánh Văn phòng Nội các (Viên chức không được công nhận） | Chánh Văn phòng Nội các (Viên chức không được công nhận） | Chánh Văn phòng Nội các (Viên chức không được công nhận） | Chánh Văn phòng Nội các (Viên chức không được công nhận） | Chánh Văn phòng Nội các (Viên chức không được công nhận）                 | Chánh Văn phòng Nội các (Viên chức không được công nhận） | Chánh Văn phòng Nội các (Viên chức không được công nhận）                                  |
| --------------------------------------------------------- | --------------------------------------------------------- | --------------------------------------------------------- | --------------------------------------------------------- | ------------------------------------------------------------------------- | --------------------------------------------------------- | ------------------------------------------------------------------------------------------ |
| 1                                                         |                                                           | Hayashi Jōji                                              | Nội các Yoshida lần 1                                     | 3 tháng 5 năm 1947                                                        | Đảng Tự do Nhật Bản                                       | Tiếp tục nhiệm kỳ・Cải tổ chức danh                                                        |
| -                                                         | （Trống）                                                 | （Trống）                                                 | Nội các Katayama                                          |                                                                           |                                                           |                                                                                            |
| 2                                                         |                                                           | Nishio Suehiro                                            | Nội các Katayama                                          | 1 tháng 6 năm 1947                                                        | Đảng Xã hội Nhật Bản                                      | Bộ trưởng Nhà nước và Chánh văn phòng Nội các Nhật Bản                                     |
| 3                                                         |                                                           | Tomabechi Gizō                                            | Nội các Ashida                                            | 10 tháng 3 năm 1948                                                       | Đảng Dân chủ                                              | Bộ trưởng Nhà nước và Chánh văn phòng Nội các Nhật Bản                                     |
| -                                                         | （Trống）                                                 | （Trống）                                                 | Nội các Yoshida lần 2                                     |                                                                           |                                                           |                                                                                            |
| 4                                                         |                                                           | Satō Eisaku                                               | Nội các Yoshida lần 2                                     | 17 tháng 10 năm 1948                                                      | Thứ trưởng Giao thông vận tải                             |                                                                                            |
| 5                                                         |                                                           | Masuda Kaneshichi                                         | Nội các Yoshida lần 3                                     | 16 tháng 2 năm 1949                                                       | Đảng Tự do Dân chủ                                        |                                                                                            |
| 6                                                         | 24 tháng 6 năm 1949                                       | Masuda Kaneshichi                                         | Nội các Yoshida lần 3                                     | Bộ trưởng Nhà nước                                                        | Đảng Tự do Dân chủ                                        |                                                                                            |
| 7                                                         |                                                           | Okazaki Katsuo                                            | Nội các Yoshida lần 3 - Cải tổ lần 1                      | 6 tháng 5 năm 1950                                                        | Đảng Tự do                                                |                                                                                            |
| 7                                                         | Nội các Yoshida lần 3 - Cải tổ lần 2                      | Okazaki Katsuo                                            |                                                           | 6 tháng 5 năm 1950                                                        | Đảng Tự do                                                |                                                                                            |
| 8                                                         |                                                           | Hori Shigeru                                              | Nội các Yoshida lần 3 - Cải tổ lần 3                      | 26 tháng 12 năm 1951                                                      | Đảng Tự do                                                |                                                                                            |
| 9                                                         |                                                           | Ogata Taketora                                            | Nội các Yoshida lần 4                                     | 30 tháng 10 năm 1952                                                      | Đảng Tự do                                                | Bộ trưởng Nhà nước／Phó Thủ tướng (sau ngày 28 tháng 11 năm 1952)                          |
| 10                                                        |                                                           | Fukunaga Kenji                                            | Nội các Yoshida lần 4                                     | 24 tháng 3 năm 1953                                                       | Đảng Tự do                                                |                                                                                            |
| 11                                                        | Nội các Yoshida lần 5                                     | Fukunaga Kenji                                            | 21 tháng 5 năm 1953                                       |                                                                           | Đảng Tự do                                                |                                                                                            |
| 12                                                        | Nội các Yoshida lần 5                                     | Fukunaga Kenji                                            | 24 tháng 9 năm 1954                                       | Bộ trưởng Nhà nước                                                        | Đảng Tự do                                                |                                                                                            |
| 13                                                        |                                                           | Nemoto Ryūtarō                                            | Nội các Hatoyama Ichiō lần 1                              | 10 tháng 12 năm 1954                                                      | Đảng Dân chủ Nhật Bản                                     |                                                                                            |
| 14                                                        | Nội các Hatoyama Ichiō lần 2                              | Nemoto Ryūtarō                                            | 19 tháng 3 năm 1955                                       |                                                                           | Đảng Dân chủ Nhật Bản                                     |                                                                                            |
| 15                                                        | Nội các Hatoyama Ichiō lần 3                              | Nemoto Ryūtarō                                            | 22 tháng 11 năm 1955                                      | Đảng Dân chủ Tự do                                                        |                                                           |                                                                                            |
| 16                                                        |                                                           | Ishida Hirohide                                           | Nội các Ishibashi                                         | Đảng Dân chủ Tự do                                                        | 23 tháng 12 năm 1956                                      |                                                                                            |
| 17                                                        | Nội các Kishi lần 1                                       | Ishida Hirohide                                           | 25 tháng 2 năm 1957                                       | Đảng Dân chủ Tự do                                                        |                                                           |                                                                                            |
| 18                                                        |                                                           | Aichi Kiichi                                              | Nội các Kishi lần 1 - Cải tổ                              | Đảng Dân chủ Tự do                                                        | 10 tháng 7 năm 1957                                       |                                                                                            |
| 19                                                        |                                                           | Akagi Munenori                                            | Nội các Kishi lần 2                                       | Đảng Dân chủ Tự do                                                        | 12 tháng 6 năm 1958                                       |                                                                                            |
| 20                                                        |                                                           | Shīna Etsusaburō                                          | Nội các Kishi lần 2 - Cải tổ                              | Đảng Dân chủ Tự do                                                        | 18 tháng 6 năm 1959                                       |                                                                                            |
| 21                                                        |                                                           | Ōhira Masayoshi                                           | Nội các Ikeda lần 1                                       | Đảng Dân chủ Tự do                                                        | 19 tháng 7 năm 1960                                       |                                                                                            |
| 22                                                        | Nội các Ikeda lần 2                                       | Ōhira Masayoshi                                           | 8 tháng 12 năm 1960                                       | Đảng Dân chủ Tự do                                                        |                                                           |                                                                                            |
| 22                                                        | Nội các Ikeda lần 2 - Cải tổ lần 1                        | Ōhira Masayoshi                                           | 8 tháng 12 năm 1960                                       | Đảng Dân chủ Tự do                                                        |                                                           |                                                                                            |
| 23                                                        |                                                           | Kurogane Yasumi                                           | Nội các Ikeda lần 2 - Cải tổ lần 2                        | Đảng Dân chủ Tự do                                                        | 18 tháng 7 năm 1962                                       |                                                                                            |
| Chánh Văn phòng Nội các (Viên chức được chứng nhận）      |                                                           |                                                           |                                                           |                                                                           |                                                           |                                                                                            |
| 24                                                        |                                                           | Kurogane Yasumi                                           | Nội các Ikeda lần 2 - Cải tổ lần 2                        | 11 tháng 6 năm 1963                                                       | Đảng Dân chủ Tự do                                        |                                                                                            |
| 24                                                        | Nội các Ikeda lần 2 - Cải tổ lần 3                        | Kurogane Yasumi                                           |                                                           | 11 tháng 6 năm 1963                                                       | Đảng Dân chủ Tự do                                        |                                                                                            |
| 25                                                        | Nội các Ikeda lần 3                                       | Kurogane Yasumi                                           | 9 tháng 12 năm 1963                                       |                                                                           | Đảng Dân chủ Tự do                                        |                                                                                            |
| 26                                                        |                                                           | Suzuki Zenkō                                              | Nội các Ikeda lần 3 - Cải tổ                              | 18 tháng 7 năm 1964                                                       | Đảng Dân chủ Tự do                                        |                                                                                            |
| 27                                                        |                                                           | Hashimoto Tomisaburō                                      | Nội các Satō lần 1                                        | 9 tháng 11 năm 1964                                                       | Đảng Dân chủ Tự do                                        |                                                                                            |
| 27                                                        | Nội các Satō lần 1 - Cải tổ lần 1                         | Hashimoto Tomisaburō                                      |                                                           | 9 tháng 11 năm 1964                                                       | Đảng Dân chủ Tự do                                        |                                                                                            |
| Chánh Văn phòng Nội các (Bộ trưởng Tổng hợp）             |                                                           |                                                           |                                                           |                                                                           |                                                           |                                                                                            |
| 28                                                        |                                                           | Hashimoto Tomisaburō                                      | Nội các Satō lần 1 - Cải tổ lần 1                         | 28 tháng 6 năm 1966                                                       | Đảng Dân chủ Tự do                                        |                                                                                            |
| 29                                                        |                                                           | Aichi Kiichi                                              | Nội các Satō lần 1 - Cải tổ lần 2                         | 1 tháng 8 năm 1966                                                        | Đảng Dân chủ Tự do                                        |                                                                                            |
| 30                                                        |                                                           | Fukunaga Kenji                                            | Nội các Satō lần 1 - Cải tổ lần 3                         | 3 tháng 12 năm 1966                                                       | Đảng Dân chủ Tự do                                        |                                                                                            |
| 31                                                        | Nội các Satō lần 2                                        | Fukunaga Kenji                                            | 17 tháng 2 năm 1967                                       | Nghỉ hưu vì bệnh                                                          | Đảng Dân chủ Tự do                                        |                                                                                            |
| 32                                                        | Nội các Satō lần 2                                        |                                                           | Kimura Toshio                                             | 22 tháng 6 năm 1967                                                       | Đảng Dân chủ Tự do                                        | Nhậm chức do Fukunaga từ chức giữa chừng                                                   |
| 32                                                        | Nội các Satō lần 2 - Cải tổ lần 1                         |                                                           | Kimura Toshio                                             | 22 tháng 6 năm 1967                                                       | Đảng Dân chủ Tự do                                        |                                                                                            |
| 33                                                        |                                                           | Hori Shigeru                                              | Nội các Satō lần 2 - Cải tổ lần 2                         | 30 tháng 11 năm 1968                                                      | Đảng Dân chủ Tự do                                        |                                                                                            |
| 34                                                        | Nội các Satō lần 3                                        | Hori Shigeru                                              | 14 tháng 1 năm 1970                                       |                                                                           | Đảng Dân chủ Tự do                                        |                                                                                            |
| 35                                                        |                                                           | Takeshita Noboru                                          | Nội các Satō lần 3 - Cải tổ                               | 5 tháng 7 năm 1971                                                        | Đảng Dân chủ Tự do                                        |                                                                                            |
| 36                                                        |                                                           | Nikaidō Susumu                                            | Nội các Tanaka Kakuei lần 1                               | 7 tháng 7 năm 1972                                                        | Đảng Dân chủ Tự do                                        |                                                                                            |
| 37                                                        | Nội các Tanaka Kakuei lần 2                               | Nikaidō Susumu                                            | 22 tháng 12 năm 1972                                      |                                                                           | Đảng Dân chủ Tự do                                        |                                                                                            |
| 37                                                        | Nội các Tanaka Kakuei lần 2 - Cải tổ lần 1                | Nikaidō Susumu                                            | 22 tháng 12 năm 1972                                      |                                                                           | Đảng Dân chủ Tự do                                        |                                                                                            |
| 38                                                        |                                                           | Takeshita Noboru                                          | Nội các Tanaka Kakuei lần 2 - Cải tổ lần 2                | 11 tháng 11 năm 1974                                                      | Đảng Dân chủ Tự do                                        |                                                                                            |
| 39                                                        |                                                           | Ide Ichitarō                                              | Nội các Miki                                              | 9 tháng 12 năm 1974                                                       | Đảng Dân chủ Tự do                                        |                                                                                            |
| 39                                                        | Nội các Miki - Cải tổ                                     | Ide Ichitarō                                              |                                                           | 9 tháng 12 năm 1974                                                       | Đảng Dân chủ Tự do                                        |                                                                                            |
| 40                                                        |                                                           | Sonoda Sunao                                              | Nội các Fukuda Takeo                                      | 24 tháng 12 năm 1976                                                      | Đảng Dân chủ Tự do                                        |                                                                                            |
| 41                                                        |                                                           | Abe Shintarō                                              | Nội các Fukuda Takeo - Cải tổ                             | 28 tháng 11 năm 1977                                                      | Đảng Dân chủ Tự do                                        |                                                                                            |
| 42                                                        |                                                           | Tanaka Rokusuke                                           | Nội các Ōhira lần 1                                       | 7 tháng 12 năm 1978                                                       | Đảng Dân chủ Tự do                                        |                                                                                            |
| 43                                                        |                                                           | Itō Masayoshi                                             | Nội các Ōhira lần 2                                       | 9 tháng 11 năm 1979                                                       | Đảng Dân chủ Tự do                                        | Phó Thủ tướng（sau ngày 11 tháng 6 năm 1980)                                               |
| 44                                                        |                                                           | Miyazawa Kiichi                                           | Nội các Suzuki Zenkō                                      | 17 tháng 7 năm 1980                                                       | Đảng Dân chủ Tự do                                        |                                                                                            |
| 44                                                        | Nội các Suzuki Zenkō - Cải tổ                             | Miyazawa Kiichi                                           |                                                           | 17 tháng 7 năm 1980                                                       | Đảng Dân chủ Tự do                                        |                                                                                            |
| 45                                                        |                                                           | Gotōda Masaharu                                           | Nội các Nakasone lần 1                                    | 27 tháng 11 năm 1982                                                      | Đảng Dân chủ Tự do                                        |                                                                                            |
| 46                                                        |                                                           | Fujinami Takao                                            | Nội các Nakasone lần 2                                    | 27 tháng 12 năm 1983                                                      | Đảng Dân chủ Tự do                                        |                                                                                            |
| 46                                                        | Nội các Nakasone lần 2 - Cải tổ lần 1                     | Fujinami Takao                                            |                                                           | 27 tháng 12 năm 1983                                                      | Đảng Dân chủ Tự do                                        |                                                                                            |
| 47                                                        |                                                           | Gotōda Masaharu                                           | Nội các Nakasone lần 1 - Cải tổ lần 2                     | 28 tháng 12 năm 1985                                                      | Đảng Dân chủ Tự do                                        |                                                                                            |
| 48                                                        | Nội các Nakasone lần 3                                    | Gotōda Masaharu                                           | 22 tháng 7 năm 1986                                       |                                                                           | Đảng Dân chủ Tự do                                        |                                                                                            |
| 49                                                        |                                                           | Obuchi Keizō                                              | Nội các Takeshita                                         | 6 tháng 11 năm 1987                                                       | Đảng Dân chủ Tự do                                        | Người tuyên bố niên hiệu mới「Bình Thành」                                                 |
| 50                                                        |                                                           | Shiokawa Seijūrō                                          | Nội các Uno                                               | 3 tháng 6 năm 1989                                                        | Đảng Dân chủ Tự do                                        |                                                                                            |
| 51                                                        |                                                           | Yamashita Tokuo                                           | Nội các Kaifu lần 1                                       | 10 tháng 8 năm 1989                                                       | Đảng Dân chủ Tự do                                        | Đã từ chức do bê bối của chính mình                                                        |
| 52                                                        |                                                           | Moriyama Mayumi                                           | Nội các Kaifu lần 1                                       | 25 tháng 8 năm 1989                                                       | Đảng Dân chủ Tự do                                        | Nhậm chức do người tiền nhiệm từ chức (chuyển nội các) Nữ Chánh văn phòng Nội các đầu tiên |
| 53                                                        |                                                           | Sakamoto Misoji                                           | Nội các Kaifu lần 2                                       | 28 tháng 2 năm 1990                                                       | Đảng Dân chủ Tự do                                        |                                                                                            |
| 53                                                        | Nội các Kaifu lần 2 - Cải tổ                              | Sakamoto Misoji                                           |                                                           | 28 tháng 2 năm 1990                                                       | Đảng Dân chủ Tự do                                        |                                                                                            |
| 54                                                        |                                                           | Katō Kōichi                                               | Nội các Miyazawa                                          | 5 tháng 11 năm 1991                                                       | Đảng Dân chủ Tự do                                        |                                                                                            |
| 55                                                        |                                                           | Kōno Yōhei                                                | Nội các Miyazawa - Cải tổ                                 | 12 tháng 12 năm 1992                                                      | Đảng Dân chủ Tự do                                        |                                                                                            |
| 56                                                        |                                                           | Takemura Masayoshi                                        | Nội các Hosokawa                                          | 9 tháng 8 năm 1993                                                        | Tân đảng Sakigake                                         |                                                                                            |
| -                                                         |                                                           | Hata Tsutomu                                              | Nội các Hata                                              | 28 tháng 4 năm 1994                                                       | Đảng Đổi mới                                              | (Với tư cách là Thủ tướng) Quyền Chánh văn phòng Nội các Nhật Bản trong 1 ngày             |
| 57                                                        |                                                           | Kumagai Hiroshi                                           | Nội các Hata                                              | 28 tháng 4 năm 1994                                                       | Đảng Đổi mới                                              |                                                                                            |
| 58                                                        |                                                           | Igarashi Kōzō                                             | Nội các Murayama                                          | 30 tháng 6 năm 1994                                                       | Đảng Xã hội Nhật Bản                                      |                                                                                            |
| 59                                                        |                                                           | Nosaka Kōken                                              | Nội các Murayama - Cải tổ                                 | 8 tháng 8 năm 1995                                                        | Đảng Xã hội Nhật Bản                                      |                                                                                            |
| 60                                                        |                                                           | Kajiyama Seiroku                                          | Nội các Hashimoto lần 1                                   | 11 tháng 1 năm 1996                                                       | Đảng Dân chủ Tự do                                        |                                                                                            |
| 61                                                        | Nội các Hashimoto lần 2                                   | Kajiyama Seiroku                                          | 7 tháng 11 năm 1996                                       |                                                                           | Đảng Dân chủ Tự do                                        |                                                                                            |
| 62                                                        |                                                           | Muraoka Kanezō                                            | Nội các Hashimoto lần 2 - Cải tổ                          | 11 tháng 9 năm 1997                                                       | Đảng Dân chủ Tự do                                        |                                                                                            |
| 63                                                        |                                                           | Nonaka Hiromu                                             | Nội các Obuchi                                            | 30 tháng 7 năm 1998                                                       | Đảng Dân chủ Tự do                                        |                                                                                            |
| 63                                                        | Nội các Obuchi - Cải tổ lần 1                             | Nonaka Hiromu                                             |                                                           | 30 tháng 7 năm 1998                                                       | Đảng Dân chủ Tự do                                        |                                                                                            |
| 64                                                        |                                                           | Aoki Mikio                                                | Nội các Obuchi - Cải tổ lần 2                             | 5 tháng 10 năm 1999                                                       | Đảng Dân chủ Tự do                                        | Quyền Thủ tướng (sau ngày 3 tháng 4 năm 2000)                                              |
| 65                                                        | Nội các Mori lần 1                                        | Aoki Mikio                                                | 5 tháng 4 năm 2000                                        |                                                                           | Đảng Dân chủ Tự do                                        |                                                                                            |
| 66                                                        |                                                           | Nakagawa Hidenao                                          | Nội các Mori lần 2                                        | 4 tháng 7 năm 2000                                                        | Đảng Dân chủ Tự do                                        | Đã từ chức do bê bối của chính mình                                                        |
| 67                                                        |                                                           | Fukuda Yasuo                                              | Nội các Mori lần 2                                        | 27 tháng 10 năm 2000                                                      | Đảng Dân chủ Tự do                                        | Nhậm chức do Nakagawa từ chức giữa chừng                                                   |
| 67                                                        | Nội các Mori lần 2 - Cải tổ                               | Fukuda Yasuo                                              |                                                           | 27 tháng 10 năm 2000                                                      | Đảng Dân chủ Tự do                                        |                                                                                            |
| 68                                                        | Nội các Koizumi lần 1                                     | Fukuda Yasuo                                              | 26 tháng 4 năm 2001                                       |                                                                           | Đảng Dân chủ Tự do                                        |                                                                                            |
| 68                                                        | Nội các Koizumi lần 1 - Cải tổ lần 1                      | Fukuda Yasuo                                              | 26 tháng 4 năm 2001                                       |                                                                           | Đảng Dân chủ Tự do                                        |                                                                                            |
| 68                                                        | Nội các Koizumi lần 1 - Cải tổ lần 2                      | Fukuda Yasuo                                              | 26 tháng 4 năm 2001                                       |                                                                           | Đảng Dân chủ Tự do                                        |                                                                                            |
| 69                                                        | Nội các Koizumi lần 2                                     | Fukuda Yasuo                                              | 19 tháng 11 năm 2003                                      | Đã từ chức do bị phát hiện không đóng phí bảo hiểm hưu trí của chính mình | Đảng Dân chủ Tự do                                        |                                                                                            |
| 70                                                        | Nội các Koizumi lần 2                                     |                                                           | Hosoda Hiroyuki                                           | 7 tháng 5 năm 2004                                                        | Đảng Dân chủ Tự do                                        | Nhậm chức do Fukuda từ chức giữa chừng                                                     |
| 70                                                        | Nội các Koizumi lần 2 - Cải tổ                            |                                                           | Hosoda Hiroyuki                                           | 7 tháng 5 năm 2004                                                        | Đảng Dân chủ Tự do                                        |                                                                                            |
| 71                                                        | Nội các Koizumi lần 3                                     | 21 tháng 9 năm 2005                                       | Hosoda Hiroyuki                                           |                                                                           | Đảng Dân chủ Tự do                                        |                                                                                            |
| 72                                                        |                                                           | Abe Shinzō                                                | Nội các Koizumi lần 3 - Cải tổ                            | 31 tháng 10 năm 2005                                                      | Đảng Dân chủ Tự do                                        |                                                                                            |
| 73                                                        |                                                           | Shiozaki Yasuhisa                                         | Nội các Abe lần 1                                         | 26 tháng 9 năm 2006                                                       | Đảng Dân chủ Tự do                                        |                                                                                            |
| 74                                                        |                                                           | Yosano Kaoru                                              | Nội các Abe lần 1 - Cải tổ                                | 27 tháng 8 năm 2007                                                       | Đảng Dân chủ Tự do                                        |                                                                                            |
| 75                                                        |                                                           | Machimura Nobutaka                                        | Nội các Fukuda Yasuo                                      | 26 tháng 9 năm 2007                                                       | Đảng Dân chủ Tự do                                        |                                                                                            |
| 75                                                        | Nội các Fukuda Yasuo - Cải tổ                             | Machimura Nobutaka                                        |                                                           | 26 tháng 9 năm 2007                                                       | Đảng Dân chủ Tự do                                        |                                                                                            |
| 76                                                        |                                                           | Kawamura Takeo                                            | Nội các Asō                                               | 24 tháng 9 năm 2008                                                       | Đảng Dân chủ Tự do                                        |                                                                                            |
| 77                                                        |                                                           | Hirano Hirofumi                                           | Nội các Hatoyama Yukio                                    | 16 tháng 9 năm 2009                                                       | Đảng Dân chủ                                              |                                                                                            |
| 78                                                        |                                                           | Sengoku Yoshito                                           | Nội các Kan                                               | 8 tháng 6 năm 2010                                                        | Đảng Dân chủ                                              |                                                                                            |
| 78                                                        | Nội các Kan - Cải tổ lần 1                                | Sengoku Yoshito                                           |                                                           | 8 tháng 6 năm 2010                                                        | Đảng Dân chủ                                              |                                                                                            |
| 79                                                        |                                                           | Edano Yukio                                               | Nội các Kan - Cải tổ lần 2                                | 14 tháng 1 năm 2011                                                       | Đảng Dân chủ                                              |                                                                                            |
| 80                                                        |                                                           | Fujimura Osamu                                            | Nội các Noda                                              | 2 tháng 9 năm 2011                                                        | Đảng Dân chủ                                              |                                                                                            |
| 80                                                        | Nội các Noda - Cải tổ lần 1                               | Fujimura Osamu                                            |                                                           | 2 tháng 9 năm 2011                                                        | Đảng Dân chủ                                              |                                                                                            |
| 80                                                        | Nội các Noda - Cải tổ lần 2                               | Fujimura Osamu                                            |                                                           | 2 tháng 9 năm 2011                                                        | Đảng Dân chủ                                              |                                                                                            |
| 80                                                        | Nội các Noda - Cải tổ lần 3                               | Fujimura Osamu                                            |                                                           | 2 tháng 9 năm 2011                                                        | Đảng Dân chủ                                              |                                                                                            |
| 81                                                        |                                                           | Suga Yoshihide                                            | Nội các Abe lần 2                                         | 26 tháng 12 năm 2012                                                      | Đảng Dân chủ Tự do                                        |                                                                                            |
| 81                                                        | Nội các Abe lần 2 - Cải tổ                                | Suga Yoshihide                                            |                                                           | 26 tháng 12 năm 2012                                                      | Đảng Dân chủ Tự do                                        |                                                                                            |
| 82                                                        | Nội các Abe lần 3                                         | Suga Yoshihide                                            | 24 tháng 12 năm 2014                                      |                                                                           | Đảng Dân chủ Tự do                                        |                                                                                            |
| 82                                                        | Nội các Abe lần 3 - Cải tổ lần 1                          | Suga Yoshihide                                            | 24 tháng 12 năm 2014                                      |                                                                           | Đảng Dân chủ Tự do                                        |                                                                                            |
| 82                                                        | Nội các Abe lần 3 - Cải tổ lần 2                          | Suga Yoshihide                                            | 24 tháng 12 năm 2014                                      |                                                                           | Đảng Dân chủ Tự do                                        |                                                                                            |
| 82                                                        | Nội các Abe lần 3 - Cải tổ lần 3                          | Suga Yoshihide                                            | 24 tháng 12 năm 2014                                      |                                                                           | Đảng Dân chủ Tự do                                        |                                                                                            |
| 83                                                        | Nội các Abe lần 4                                         | Suga Yoshihide                                            | 1 tháng 11 năm 2017                                       |                                                                           | Đảng Dân chủ Tự do                                        |                                                                                            |
| 83                                                        | Nội các Abe lần 4 - Cải tổ lần 1                          | Suga Yoshihide                                            | 1 tháng 11 năm 2017                                       | Người tuyên bố niên hiệu mới「Lệnh Hòa」                                  | Đảng Dân chủ Tự do                                        |                                                                                            |
| 83                                                        | Nội các Abe lần 4 - Cải tổ lần 2                          | Suga Yoshihide                                            | 1 tháng 11 năm 2017                                       | Nhiệm kỳ dài nhất mọi thời đại                                            | Đảng Dân chủ Tự do                                        |                                                                                            |
| 84                                                        |                                                           | Katō Katsunobu                                            | Nội các Suga                                              | 16 tháng 9 năm 2020                                                       | Đảng Dân chủ Tự do                                        |                                                                                            |
| 85                                                        |                                                           | Matsuno Hirokazu                                          | Nội các Kishida lần 1                                     | 4 tháng 10 năm 2021                                                       | Đảng Dân chủ Tự do                                        |                                                                                            |
| 86                                                        | Nội các Kishida lần 2 - Cải tổ lần 1 - Cải tổ lần 2       | Matsuno Hirokazu                                          | 10 tháng 11 năm 2021                                      | Từ chức giữa chừng vì vụ bê bối về quỹ đen của phái Abe.                  | Đảng Dân chủ Tự do                                        |                                                                                            |
| 87                                                        |                                                           | Hayashi Yoshimasa                                         | Nội các Kishida lần 2 - Cải tổ lần 2                      | 14 tháng 12 năm 2023                                                      | Đảng Dân chủ Tự do                                        |                                                                                            |
| 88                                                        | Nội các Ishiba lần 1                                      | Hayashi Yoshimasa                                         | 1 tháng 10 năm 2024                                       |                                                                           | Đảng Dân chủ Tự do                                        |                                                                                            |
| 89                                                        | Nội các Ishiba lần 2                                      | Hayashi Yoshimasa                                         | 11 tháng 11 năm 2024                                      |                                                                           | Đảng Dân chủ Tự do                                        |                                                                                            |